# Lars Onsager

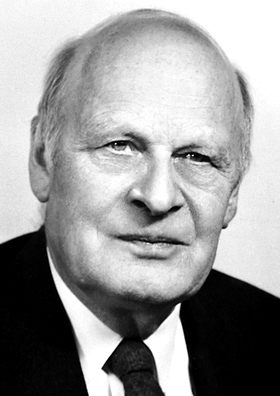
Lars Onsager (1968)

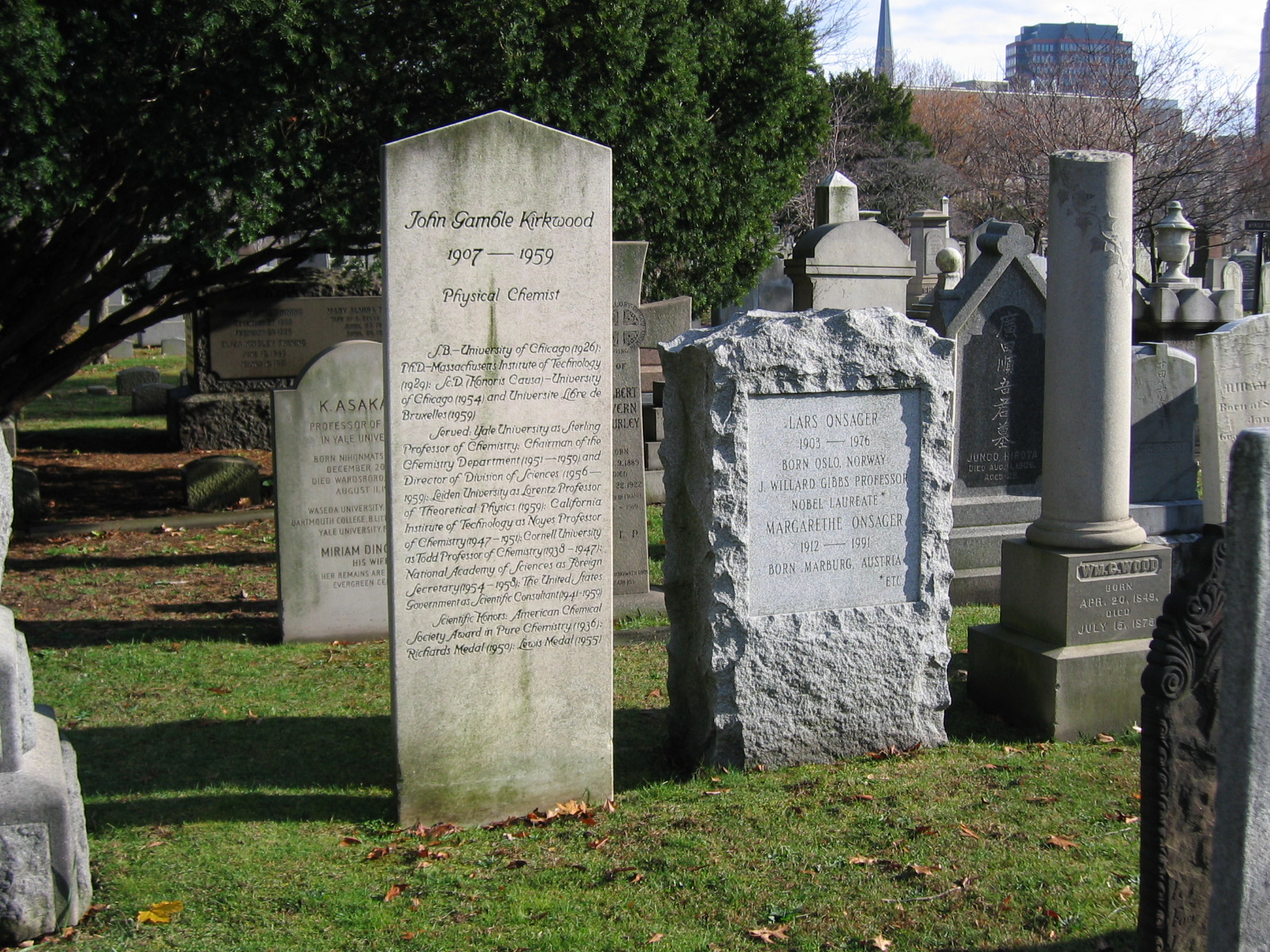
Gräber von John G. Kirkwood und Lars Onsager in New Haven

Lars Onsager (* 27. November 1903 in Kristiania, heute Oslo; † 5. Oktober 1976 in Coral Gables (Florida) in der Nähe von Miami) war ein norwegischer Physikochemiker und theoretischer Physiker. 1968 wurde er mit dem Nobelpreis für Chemie ausgezeichnet.

## Leben
Onsager studierte ab 1920 Chemieingenieurwesen an der Technischen Hochschule in Trondheim (Norwegen), war 1926 bis 1928 Forschungsassistent an der ETH Zürich bei Peter Debye und erhielt 1928 einen Lehrauftrag an der Brown University in Providence (USA). Er war von 1934 bis 1973 Professor für Chemie an der Yale University in New Haven (USA), zunächst als Assistant Professor, ab 1940 als Associate Professor und ab 1945 als J. Willard Gibbs Professor für theoretische Chemie. Danach war er von 1972 bis 1976 Professor am Center for Theoretical Studies der University of Miami in Coral Gables nahe Miami.
Onsager war Mitglied der norwegischen, schwedischen und niederländischen Akademien der Wissenschaften, der National Academy of Sciences, der American Academy of Arts and Sciences (AAAS, 1949) und der Royal Society. Er war Mitglied der American Physical Society, der American Chemical Society, der American Association for the Advancement of Science (1933), der American Philosophical Society (1959) und der Bunsengesellschaft. Er erhielt die Rumford Gold Medal der AAAS, die Lorentz Medal der niederländischen Akademie der Wissenschaften und die National Medal of Science der USA.
Ihm zu Ehren ist der Lars-Onsager-Preis benannt und die Lars Onsager Lecture and Professorship.

## Leistungen
Onsager erhielt im Jahre 1968 den Nobelpreis für Chemie für „die Entdeckung der nach ihm benannten wechselseitigen Beziehungen, welche grundlegend für die Thermodynamik der irreversiblen Prozesse sind“ (Onsagersche Reziprozitätsbeziehungen).
Onsager arbeitete unter anderem über die Leitfähigkeit von Lösungen, über Elektrolyte, über Thermodynamik und statistische Mechanik, die Theorie der Turbulenz und stellte eine Theorie zur Isotopentrennung auf, die auch Anwendung im Manhattan-Projekt fand. Eine herausragende Leistung Onsagers war die analytische Beschreibung und exakte Lösung des zweidimensionalen Ising-Modells, eines wichtigen Modellsystems der statistischen Mechanik.
Eine Vermutung von Onsager (1949) über die Verletzung der Energieerhaltung (sog. anomale Dissipation) unterhalb einer Schranke für den Exponenten der Hölder-Stetigkeit von einem Drittel bei schwachen Lösungen der inkompressiblen dreidimensionalen Eulergleichungen war lange ungelöst. In den 2000er Jahren erzielte man Fortschritte und der vollständige Beweis wurde 2017 durch Philip Isett gegeben. Onsager stellte seine Vermutung als Teil seiner Untersuchungen zur Turbulenz auf und vermutete, dass sich Turbulenz-ähnliche Phänomene schon bei der Eulergleichung, dem Grenzfall der Navier-Stokes-Gleichung ohne innere Reibung (Viskosität), zeigen.

## Schriften
- Per Christian Hemmer (Hrsg.): The collected works of Lars Onsager. World Scientific, 1996.